# Lulu (cantante)
Lulu Frieda (nacida Marie McDonald McLaughlin Lawrie, Lennoxtown East Dunbartonshire, 3 de noviembre de 1948) más conocida como Lulu, es una cantante, compositora, actriz y presentadora de televisión escocesa, que ha trabajado en el mundo del espectáculo durante 50 años. Desde los años 1960 hasta el presente. Es más conocida en el ámbito mundial por su canción "To Sir, with Love", y en el Reino Unido por su canción "Shout". Fue galardonada con la Orden del Imperio Británico.
Lulu fue una de las 4 ganadoras en 1969 del Festival de la Canción de Eurovisión que se celebró por primera y única vez en España, compartiendo el primer premio con Francia, España y los Países Bajos.

## Biografía
Marie McDonald nació en el pequeño pueblo de Lennox Castle en Lennoxtown, Glasgow (Reino Unido) el 3 de noviembre de 1948 y es la mayor de cuatro hermanos. Su padre era carnicero y su madre ama de casa.
Desde pequeña se vio en Lulu sus intenciones por la música y a la edad de los 4 años cantó por primera vez en un Partido de la Coronación, una especie de competición anual que se hace todos los años en el Reino Unido. En la Escuela Whitehall en Glasgow, Lulu fue puesta en la modalidad de canto este acto puso los cimientos de su carrera artística. 

### Los comienzos como artista
A los 14 años la joven promesa se une a un grupo de músicos locales de Glasgow, llamado The Gleneagles y consigue firmar varios contratos en varios clubs y competiciones para actuar y no solamente en Glasgow sino también en Edimburgo. Cada domingo Lulu y su grupo cantaban en el Club Lindella, una discoteca de Glasgow donde ganaban una libra cada uno.
La suerte de Lulu le llegaría curiosamente en ese Club Lindella donde conocería a Marion Massey, que sería después el mánager de Lulu. Tras una época en la que nadie confiaba en ella, fue Marion quien lo hizo. 
Massey en cambio comentó que cuando conoció a Lulu ella estaba pasando mucho frío y que a pesar de eso ella cantaba. Lulu tenía un magnetismo que te llamaba mucho la atención, yo sabía que tenía grandes dotes como cantantes y que podía hacer de Lulu una gran estrella, pero Lulu tuvo que demostrarlo.
Una vez que Marion y Lulu hicieron muy buenas migas, este le propone registrar el nombre del grupo, aunque Lulu hace una defensa por cambiarlo de llamarse Gleneagles a llamarse The Luvvers.

### El primer disco
Las casas discográficas Columbia (EMI) rechazó en un primer momento el nombre de The Luvvers aunque se desconoce los motivos y estuvieron hablando con el grupo pero no llegaron a ningún acuerdo. Poco después les llama Decca, una casa discográfica que los contrata y sacan su primer disco llamado Shout, una versión cruda de los Isley Brothers de Estados Unidos que fueron todo un éxito en América y que Lulu se enamoró perdidamente de esta canción ya que meses anteriores la había editado Alex Harvey y cantaron tan bien la canción que entusiasmó a un periodista de rock comentando que nunca antes había visto el mejor rock 'n' roll interpretado por una mujer, que por cierto era la primera mujer británica cantando en esa modalidad. Shout fue un éxito de ventas en el Reino Unido en 1964, que al final consiguió ocupar la 7ª plaza en ventas en la British Singles Chart.

### Éxitos
Lulu no podía imaginar que 1964 y 1965 supondría unos años de éxitos y de triunfos y tampoco su familia y compañeros pues ella era una jovencita que estaba intentando colarse en la música inglesa. Números Uno en la British Singles Chart con canciones que triunfaron en su momento en Inglaterra y en Estados Unidos: 'Here Comes The Night', 'Leave A little Love' and 'Try To Understand'. Lulu se consolidó y firmó bastantes contratos en televisión y radio y con ello muy buenos ingresos económicos. 
1966 fue un año también imparable para Lulu, pero también doloroso para ella porque decidió salirse del grupo The Luvvers, para empezar su carrera en solitario y lo hizo en giras por televisiones del Reino Unido y de Europa. Giras con el grupo The Hollies que fue a Polonia y que supuso para Lulu ser la primera mujer inglesa yendo de estrella en un concierto por Europa.
También Lulu iniciaría una gira por todo el Reino Unido con Roy Orbison and The Walker Brothers y dos años después Lulu cambia de casa discográfica de Decca a Columbia, que curiosamente la rechazó cuando estaba con el grupo The Luvvers. Cambió también de mánager y de productor por Mickie Most y se ganó a la prensa con su actuación en una serie teatral llamada Babes In The Wood que fue un éxito en Inglaterra.

### El cine
En ese mismo año grabaría su primera película Barbara Pegg y To Sir, with Love (Rebelión en las aulas o Al Maestro con cariño) junto con Sidney Poitier, donde en 1967 tras el éxito en los cines ingleses fue promocionada y consiguiendo también un gran éxito en Estados Unidos. 
En 1967 editaría tres singles que tuvieron un gran éxito en Inglaterra, The Boat That I Row, Let`s Pretend y Love Loves To Love Love. Después recibiría una oferta de la BBC para ser protagonista de una serie de televisión: Three Of A Kind con Mike Yarwood y Ray Fell y en verano de ese mismo año se embarca hacia América promocionando sus singles y participando en programas de la televisión norteamericana como The Ed Sullivan Show, David Frost Show, Johnny Carson Show.
Después en Gran Bretaña aparecía tras su regreso de América en un concierto con The Monkees en Londres y que durante dos meses septiembre y octubre, Lulu se dio un pequeño descanso. En noviembre fue escogida para actuar en The Royal Variety Show, uno de los más famosos de Londres y donde reúnen a toda la alta sociedad de la ciudad. 
En 1967 Lulu graba la canción de la película To Sir With Love y vendió nada menos que un millón de copias y estuvo cinco semanas ocupando el número uno, vendiendo en todo el mundo más de 4 millones de copias.
Grabó dos series para la BBC, Lulu´s Back In Town y “Happening To Lulu, además recibió varios premios de la prensa como Mejor cantante femenina, Mejor cantante vestida, Mejor artista de Televisión y volvía a triunfar con los sencillos Me The Peaceful Heart y Boy y I´m A Tiger.

### La boda y Eurovisión
En 1969, Lulu se casa con un componente The Bee Gees, Maurice Gibb en la Iglesia de Buckinghamshire con fuerte presencia de medios de comunicación. 
En marzo de 1969 la BBC le llama para que represente al Reino Unido en el festival de Eurovisión que se iba a celebrar en España, con la canción Boom Bang-a-Bang. En Madrid ganó el festival de Eurovisión empatada con otros tres países más, y para ella supone otro reconocimiento más en su carrera y entusiasmo total en el Reino Unido ya que supone el segundo triunfo del Reino Unido en Eurovisión tras Sandie Shaw en Viena en 1967.
Boom Bang-A-Bang consiguió ser número uno en Europa y para alegría de Lulu, la BBC firma con ella para realizar otra serie. 
Su triunfo en Eurovisión le resultó muy beneficioso económicamente para Lulu y le crecieron las ofertas en Europa y en Estados Unidos. Lulu consiguió gran popularidad en la década de los 60 y 70 en Estados Unidos, Europa, Australia y Nueva Zelanda, ya que las series de la BBC eran vendidas allí.
Además de muchos premios por su voz y su vestimenta en 1975 ganaría el premio a la Mujer mejor peinada de la televisión que había organizado la Federación Nacional de Peluquería del Reino Unido.
En 1974 después de su retirada de la música en el Reino Unido, Lulu saca nuevo sencillo donde también obtiene un éxito: The Man Who Sold The World de David Bowie. Aunque poco después de editar ese sencillo editó otro titulado: Take Your Mama For A Ride, pero no obtuvo gran éxito. Además, en este mismo año Lulu interpretó la banda sonora de la película de James Bond El hombre de la pistola de oro.

### Nuevo matrimonio y nace su hijo
La carrera artística de Lulu se consolidaba tanto en el Reino Unido como en el resto del mundo, sobre todo en Estados Unidos. Realizó importantes series e inició su carrera también en un cabaret internacional, aunque lo paralizó en 1976 tras casarse con su peluquero John Frieda donde en junio de 1977 nació su primer hijo, Jordan. 
En 1980, Lulu hizo apariciones en la ATV, un famoso espectáculo de rock 'n' roll llamado Oh Boy. También edita un nuevo álbum pero esta vez con las mejores canciones de Lulu: The Very Best Of Lulu donde consigue un gran éxito también con canciones editadas en los 60 y 70 del siglo XX y con nuevas canciones. 
También fue una década glamurosa en los Estados Unidos con muy buenas ventas con los sencillos: I Could Never Miss You, If I Were You y una nominación a los Grammy con el tema Who´s Foolin Who y dos temas que apasionaron a los norteamericanos: Lulu y Take Me To Your Heart Again.
En 1988, Lulu grabó su primera serie radiofónica llamada: Sunday Best y la BCC la contrata para Radio 2 con Ken Bruce Show. En ese mismo año edita con nuevo estilo la canción Shout que cantó en 1964 y que tuvo un éxito en el Reino Unido. Y para mayor éxito aún la Academia de la Música Británica concede a Lulu la Medalla de Oro por su trayectoria musical, deseado por muchos autores británicos que pidieron que fuese para ella.

### Recuperación de la carrera
En 1993 cuándo parecía que a Lulu le llegaba el fin de su ciclo musical volvió con el sencillo Independence que consiguió ser número uno en el Reino Unido y además con muy buena crítica por parte de la prensa y la radio. El álbum contenía mezcla de discoteca con música clásica.
Un año después una canción suya era escogida por Tina Turner, I Don't Wanna Fight que Lulu había escrito y que fue un éxito para las dos y en el que con esa canción fue propuesta para un Grammy.
En 1993 otra canción suya 'Relight My Fire' la iban a interpretar los famosos Take That y que fue un éxito en el Reino Unido y parte de Europa. 
Poco después volvió a escribir canciones para Elton John y Kavana y a finales de 1999 grabó un sencillo titulado: "Where The Poor Boys Dance" que no tuvo tanto éxito como los anteriores. En el 2000 volvió a Escocia para participar en el festival 'T In The Park' y la prensa la ovacionó con muy buena crítica, además demostró a los jóvenes que Lulu se encuentra todavía en plenitud. 
En el 2000 fue nombrada oficial de la Orden del Imperio Británico por la reina Isabel II de Inglaterra, como es costumbre para todas las personas que han dado su vida y ha dado publicidad al Reino Unido. En diciembre de 2000 recibió el doctorado de la música en The University Of Westminster. 
En el 2011 participó en la novena temporada del exitoso programa de baile de la BBC, Strictly Come Dancing. Su compañero fue el bailarín Brendan Cole, ganador de la primera temporada del concurso.
Los bailes que realizó fueron: Cha-Cha-Cha (17/40), Foxtrot (25/40), Rumba(26/40), Samba(25/40), Paso Doble (29/40) y Tango (27/40). Su promedio general fue de 24,8.

## Discografía
- Something to Shout About (1965)
- Love Loves to Love Lulu (1967)
- Lulu's Album (1969)
- New Routes (1970)
- Melody Fair (1970)
- The Most of Lulu (1970)
- Lulu (1973)
- Heaven and Earth and the Stars (1976)
- Don't Take Love for Granted (1978)
- Lulu (1981)
- Take Me To Your Heart Again (1982)
- Shape Up and Dance (1984)
- Independence (1993)
- Together (2002)
- The Greatest Hits (2003)
- Back on Track (2004)
- A Little Soul in Your Heart (2005)
- Shout! The Complete Decca Recordings (2009)
- Lulu On the Dancefloor: Remixes (2009)